# Chongdan
Chongdan (Hán Việt:Thanh Đan) là một huyện của tỉnh Hwanghae Nam tại Cộng hòa Dân chủ Nhân dân Triều Tiên. Huyện có diện tích 488,94 km², dân số năm 2008 là 142.607 người (67.478 nam và 75.129 nữ), dân số đô thị là 34.045 người (23,9%) và dân số nông thôn là 108.562 người (76,1%).

## Địa lý
Chongdan giáp với Sinwon và Pongchong ở phía bắc, giáp với Yonan ở phía tây, giáp với Hoàng Hải ở phía nam và tây nam, giáp với Haeju ở phía tây bắc.

## Hành chính
Chongdan được chia thành 1 thị trấn (ŭp), 1 khu lao động (rodongjagu) và 22 xã (ri).